# Комитет Дзялынского
Комитет Дзялынского — неформальное название организации польской эмиграции в Познани (Пруссия), собравшейся вокруг графа Иоанна Дзялынского вскоре после начала Польского восстания 1863—1864 годов. Комитет ставил своей целью оказание различного вида помощи воюющим польским повстанцам из-за рубежа.

## Деятельность
В состав комитета входили в основном аристократы, крупная и средняя буржуазия а также небольшая часть интеллигенции. Члены комитета придерживались в основной своей массе идей организации «белых». Всего за 2 месяца, комитетчикам удалось собрать и переправить на территорию охваченную восстанием более 1500 человек личного состава для повстанческих отрядов, как поляков так и иностранных добровольцев, около 1600 единиц огнестрельного оружия, 132 000 франков, а также множество продуктов питания, медикаментов и обмундирования для повстанцев.
Прусские власти изначально относившиеся к деятельности комитета нейтрально вскоре забеспокоились и 28 апреля 1863 года провели массовые аресты его участников, всего задержав 149 человек. Однако лидеры комитета — Иоганн Дзялынский, Юзеф Сыфрид, Эдмунд Каллер и Казимир Шульц незадолго до ликвидации комитета сумели перейти границу с Царством Польским и примкнуть к различным повстанческим отрядам избежав таким образом ареста.
Суд над участниками комитета проходил с 7 июля по 23 декабря 1864 года, из 149 обвиняемых, степень участия 111 в деятельности комитета была определена как незначительная и они были освобождены от наказания. Ещё 34 человека получили незначительные наказания и самые строгие понесли лидеры комитета. Иоанн Дзялынский и Юзеф Сыфрид был заочно приговорены к смертной казни, однако позже приговоры были смягчены, Дзялынскому (добровольно явившемуся на суд в 1869 году) заменили казнь 3 годами каторжных работ, а вскоре и вовсе помиловали, Сыфриду (арестованному в апреле 1864 года австрийцами за участие в восстании) казнь была заменена пожизненным запретом проживать на территории Пруссии. Каллер (арестованный в январе 1864 года) был приговорен к 1 году и 3 месяцем каторжных работ, Шульц (арестованный в августе 1863 года) к 1 году тюремного заключения.